# Nuottasaari (ö i Kymmenedalen, Kotka-Fredrikshamn, lat 60,59, long 26,57)
Nuottasaari är en ö i Finland. Den ligger i sjön Tammijärvi och i kommunen Pyttis i den ekonomiska regionen  Kotka-Fredrikshamn  och landskapet Kymmenedalen, i den södra delen av landet, 100 km nordost om huvudstaden Helsingfors. Öns area är 0,8 hektar och dess största längd är 200 meter i sydväst-nordöstlig riktning.